# Ковтуненко Олександр Володимирович
Олекса́ндр Володи́мирович Ковтуне́нко (нар. 23 червня 1968, місто Київ) — український політик. Колишній народний депутат України. Віцепрезидент НАЕК «Енергоатом» (вересень 2007 — січень 2008).

## Освіта
Вища школа підприємництва Київського інституту народного господарства (1992).

## Трудова діяльність
З 1995 — директор ТОВ «КАС-груп». З 2005 — радник голови партії ВО «Батьківщина».
Народний депутат України 5-го скликання з 25 травня 2006 до 23 листопада 2007 від «Блоку Юлії Тимошенко», № 116 в списку. На час виборів: радник голови партії ВО «Батьківщина», безпартійний. Член фракції «Блоку Юлії Тимошенко» (з травня 2006). Заступник голови Комітету з питань екологічної політики, природокористування та ліквідації наслідків Чорнобильської катастрофи (липень 2006 — червень 2007), голова Комітету з питань екологічної політики, природокористування та ліквідації наслідків Чорнобильської катастрофи (з червня 2007).
Відзначився зйомками у російських пропагандистських передачах Ольги Скабєєвої та Євгена Попова.

## Родина
Одружений, син Богдан та син Лев.